# Edward Dennis Head
Edward Dennis Head (* 5. August 1919 in White Plains, New York, USA; † 29. März 2005 in Buffalo) war Bischof von Buffalo.

## Leben
Edward Dennis Head empfing am 27. Januar 1945 durch den Erzbischof von New York, Francis Spellman, das Sakrament der Priesterweihe.
Am 27. Januar 1970 ernannte ihn Papst Paul VI. zum Titularbischof von Árd Sratha und bestellte ihn zum Weihbischof in New York. Der Erzbischof von New York, Terence Kardinal Cooke, spendete ihm am 19. März desselben Jahres die Bischofsweihe; Mitkonsekratoren waren der Bischof von Albany, Edwin Bernard Broderick, und der Koadjutorerzbischof von New York, John Joseph Maguire. Am 23. Januar 1973 ernannte ihn Paul VI. zum Bischof von Buffalo. Die Amtseinführung erfolgte am 19. März desselben Jahres.
Papst Johannes Paul II. nahm am 18. April 1995 das von Edward Dennis Head aus Altersgründen vorgebrachte Rücktrittsgesuch an. 